# Kōstas Katsouranīs
Kōnstantinos Katsouranīs, detto Kōstas (in greco Κωνσταντίνος "Κώστας" Κατσουράνης?; Patrasso, 21 giugno 1979), è un dirigente sportivo ed ex calciatore greco, di ruolo centrocampista, campione d'Europa con la nazionale greca nel 2004.

## Caratteristiche tecniche
Gioca soprattutto nel ruolo di mediano, ma può essere schierato anche come difensore centrale o come centrocampista offensivo.

## Carriera

### Club

#### Panachaiki
All'età di 17 anni, nel 1996, Katsouranīs debuttò nel Panachaiki, squadra di Patrasso. Alla terza stagione (1998-1999) era titolare. Rimase sei anni al Panachaiki.

#### AEK Atene
Nell'estate 2002 si trasferisce all'AEK Atene, firmando un contratto di tre anni, qui trova l'ex-interista Grigorios Georgatos e Demis Nikolaidis, Vasilīs Lakīs, Michalīs Kapsīs, Theodōros Zagorakīs che insieme nell'estate 2004, vinceranno l'Europeo 2004 con la Nazionale greca. Nella stagione 2004-2005 segnò 12 reti in campionato e condusse la squadra nella lotta al titolo, L'AEK chiuse terzo. Nella stagione successiva il club chiuse al secondo posto in campionato, guadagnandosi l'accesso alla Champions League. Dopo quella stagione Katsouranīs, insieme all'allenatore Fernando Santos, si trasferì al Benfica per 3,5 milioni di euro.

#### Benfica
Il 23 giugno 2006 Katsouranīs firmò un contratto di quattro anni per il Benfica, raggiungendo a Lisbona il connazionale Giōrgos Karagkounīs. Alla prima stagione in Portogallo ha giocato 28 partite e segnato 6 reti. In alcune partite ha anche portato la fascia di capitano. Il 14 settembre 2007 ha accettato un prolungamento di due anni del contratto con il Benfica, vincendo la Coppa di Lega portoghese.

#### Panathinaikos
Il 27 giugno 2009 firma un quadriennale con il Panathinaikos. Qui ritrova l'ex interista Giōrgos Karagkounīs e Geōrgios Seïtaridīs, suoi ex compagni di Nazionale con cui ha vinto l'Europeo 2004. Qui trova anche l'argentino Sebastián Leto e il francese Djibril Cissé e l'allenatore Ten Cate (sostituito da Nikos Nioplias). Contribuisce alla qualificazione del Panathinaikos agli ottavi di finale in Europa League ai danni della Roma, dove il Panathinaikos si impone prima 3-2 allo Stadio Olimpico di Atene e poi 2-3 allo stadio Olimpico di Roma. L'11 giugno 2010 conquista il titolo di Grecia ai danni dei rivali dell'Olympiakos. Il 24 aprile 2010 conquista anche la Coppa di Grecia contro l'Aris Salonicco allenata dall'ex-interista Héctor Cúper.
Il 3 ottobre 2012 Giannis Alafouzos, presidente del Panathīnaïkos, rescinde il suo contratto a causa della pessima partenza del Panathinaikos nella stagione 2012-2013.

#### PAOK
Il presidente del PAOK ed ex conoscenza del campionato italiano, Zīsīs Vryzas suo compagno di nazionale all'Europeo 2004, non si lascia sfuggire questa occasione e a dicembre 2012 fa firmare un contratto al giocatore, fino al termine della stagione 2012-2013 con il PAOK Salonicco. Debutta con la sua nuova squadra il 6 gennaio 2013 contro il Panthrakikos del connazionale Dīmītrios Papadopoulos anche membro della nazionale greca che ad aver vinto l'Europeo 2004. Il 24 gennaio 2013 segna la sua prima rete con il PAOK Salonicco agli ottavi di finale di Coppa di Grecia contro il Kallithea. Con questa prova Katsouranīs raggiungendo i quarti di finale della competizione con PAOK Salonicco, prendendosi la sua rivincita contra la sua squadra precedente (Panathinaikos), eliminata in questo turno dal Platanias. Il 3 marzo 2013 segna la sua prima rete in campionato con la maglia del PAOK Salonicco della vittoria per 4-2 contro il Panionios allenato da Dimitrios Eleftheropoulos vecchia conoscenza del campionato italiano. Il 6 marzo 2013 accede alla semi-finale della Coppa di Grecia con il PAOK Salonicco ai danni del Levardiakos.

#### Pune City
Il 1º ottobre 2014 si trasferisce al Pune City in India., dove gioca Bruno Cirillo allenato da Franco Colomba. Kōstas Katsouranīs debutta in Indian Super League in trasferta contro il Delhi Dynamos di Alessandro Del Piero terminata 0-0. Qui gioca 14 partite e segna 4 goal, dove uno dei suoi goal viene considerato uno dei più belli della Indian Super League.

#### Atromitos
A Dicembre 2014 firma un contratto di sei mesi con l'Atromītos, dove hanno militato Dīmītrios Papadopoulos e dove milita tuttora Stefano Napoleoni. Il 4 gennaio 2015 debutta con la sua nuova squadra in casa contro il Kalloni. Il 15 febbraio segna la sua prima rete contro la sua ex squadra il PAOK Salonicco.

#### Heidelberg United
A settembre 2015 firma un contratto con gli australiani del Heidelberg United.

### Nazionale
Con la nazionale greca ha vinto il campionato d'Europa 2004 svoltosi in Portogallo. Ha che partecipato alla FIFA Confederations Cup 2005 da vincente dell'Europeo 2004 e poi partecipa alla qualificazione all'Europeo 2008. È stato più volte capitano della nazionale ellenica e ha contribuito alla qualificazione della squadra al Mondiale 2010. Kōstas Katsouranīs contribuisce alla qualificazione della nazionale greca all'Europeo 2012, essendo il suo terzo europeo consecutivo di cui uno anche vinto.
Viene incluso nella formazione dal nuovo allenatore della nazionale per gli Europei 2012; per Katsouranīs è il 3 Europeo consecutivo con la nazionale greca, diventando uno dei reduci del vittorioso Europeo 2004 insieme a Konstantinos Chalkias e Giōrgos Karagkounīs.
L'8 giugno 2012 esordisce da titolare agli Europei nella sfida inaugurale contro la Polonia (1-1). Contribuisce alla vittoria (1-0) contro la Russia, che permette alla Grecia di accedere ai quarti di finale degli Europei 2012.
Il 16 ottobre contro la Slovenia totalizza la 100 presenza con la maglia ellenica, raggiungendo il connazionale Aggelos Mpasinas. Fu anche definito il miglior giovane greco dell'anno 2000

## Statistiche

### Presenze e reti nei club
Statistiche aggiornate al 9 dicembre 2014.
| Stagione              | Squadra               | Campionato            | Campionato | Campionato | Coppe nazionali | Coppe nazionali | Coppe nazionali | Coppe continentali | Coppe continentali | Coppe continentali | Altre coppe | Altre coppe | Altre coppe | Totale | Totale |
| Stagione              | Squadra               | Comp                  | Pres       | Reti       | Comp            | Pres            | Reti            | Comp               | Pres               | Reti               | Comp        | Pres        | Reti        | Pres   | Reti   |
| --------------------- | --------------------- | --------------------- | ---------- | ---------- | --------------- | --------------- | --------------- | ------------------ | ------------------ | ------------------ | ----------- | ----------- | ----------- | ------ | ------ |
| 1996-1997             | Panachaiki            | AE                    | 14         | 2          | CG              | 2               | 1               | -                  | -                  | -                  | -           | -           | -           | 16     | 3      |
| 1997-1998             | Panachaiki            | AE                    | 4          | 1          | CG              | 0               | 0               | Int                | 3                  | 1                  | -           | -           | -           | 7      | 2      |
| 1998-1999             | Panachaiki            | BE                    | 28         | 1          | CG              | 4               | 2               | -                  | -                  | -                  | -           | -           | -           | 32     | 3      |
| 1999-2000             | Panachaiki            | AE                    | 27         | 6          | CG              | 3               | 0               | -                  | -                  | -                  | -           | -           | -           | 30     | 6      |
| 2000-2001             | Panachaiki            | AE                    | 25         | 2          | CG              | 1               | 0               | -                  | -                  | -                  | -           | -           | -           | 26     | 2      |
| 2001-2002             | Panachaiki            | AE                    | 25         | 3          | CG              | 2               | 0               | -                  | -                  | -                  | -           | -           | -           | 27     | 3      |
| Totale Panachaiki     | Totale Panachaiki     | Totale Panachaiki     | 123        | 15         |                 | 12              | 3               |                    | 3                  | 1                  |             | -           | -           | 138    | 19     |
| 2002-2003             | AEK Atene             | AE                    | 26         | 6          | CG              | 2               | 1               | UCL+CU             | 7+2                | 1+1                | -           | -           | -           | 36     | 9      |
| 2003-2004             | AEK Atene             | AE                    | 27         | 7          | CG              | 3               | 1               | UCL                | 8                  | 1                  | -           | -           | -           | 36     | 8      |
| 2004-2005             | AEK Atene             | AE                    | 28         | 10         | CG              | 2               | 1               | CU                 | 6                  | 1                  | -           | -           | -           | 36     | 12     |
| 2005-2006             | AEK Atene             | AE                    | 29         | 6          | CG              | 4               | 2               | CU                 | 2                  | 0                  | -           | -           | -           | 35     | 8      |
| Totale AEK Atene      | Totale AEK Atene      | Totale AEK Atene      | 110        | 29         |                 | 11              | 5               |                    | 25                 | 4                  |             | -           | -           | 146    | 38     |
| 2006-2007             | Benfica               | PL                    | 29         | 6          | CP              | 3               | 1               | UCL+CU             | 8+4                | 0+1                | -           | -           | -           | 44     | 8      |
| 2007-2008             | Benfica               | PL                    | 27         | 2          | CP+CdL          | 2+2             | 0               | UCL+CU             | 8+4                | 0+1                | -           | -           | -           | 43     | 3      |
| 2008-2009             | Benfica               | PL                    | 24         | 2          | CP+CdL          | 1+6             | 0+2             | CU                 | 4                  | 0                  | -           | -           | -           | 35     | 4      |
| Totale Benfica        | Totale Benfica        | Totale Benfica        | 80         | 10         |                 | 14              | 3               |                    | 28                 | 2                  |             | -           | -           | 122    | 15     |
| 2009-2010             | Panathīnaïkos         | SL                    | 28         | 8          | CG              | 5               | 0               | UCL+UEL            | 4+9                | 1+1                | -           | -           | -           | 46     | 10     |
| 2010-2011             | Panathīnaïkos         | SL                    | 28+4       | 5+1        | CG              | 3               | 0               | UCL                | 5                  | 0                  | -           | -           | -           | 40     | 6      |
| 2011-2012             | Panathīnaïkos         | SL                    | 23+4       | 4          | CG              | 1               | 0               | UCL+UEL            | 2+2                | 0                  | -           | -           | -           | 32     | 4      |
| set.-ott. 2012        | Panathīnaïkos         | SL                    | 1          | 0          | CG              | 0               | 0               | UCL+UEL            | 4+1                | 0                  | -           | -           | -           | 6      | 0      |
| Totale Panathinaikos  | Totale Panathinaikos  | Totale Panathinaikos  | 80+8       | 17+1       |                 | 9               | 0               |                    | 27                 | 2                  |             | -           | -           | 124    | 20     |
| gen.-giu. 2013        | PAOK                  | SL                    | 12+6       | 2+2        | CG              | 6               | 1               | -                  | -                  | -                  | -           | -           | -           | 24     | 5      |
| 2013-2014             | PAOK                  | SL                    | 26+3       | 2          | CG              | 5               | 0               | UCL+UEL            | 4+8                | 1+0                | -           | -           | -           | 46     | 3      |
| Totale PAOK Salonicco | Totale PAOK Salonicco | Totale PAOK Salonicco | 39+9       | 4+2        |                 | 11              | 1               |                    | 12                 | 1                  |             | -           | -           | 70     | 8      |
| 2014                  | Pune City             | ISL                   | 14         | 4          | -               | -               | -               | -                  | -                  | -                  | -           | -           | -           | 14     | 4      |
| gen.-giu. 2015        | Atromītos             | SL                    | 16+5       | 1          | CG              | 1               | 0               | UEL                | -                  | -                  | -           | -           | -           | 22     | 1      |
| Totale carriera       | Totale carriera       | Totale carriera       | 446+22     | 78+3       |                 | 57              | 12              |                    | 95                 | 10                 |             | -           | -           | 620    | 103    |

### Cronologia presenze e reti in nazionale
| Cronologia completa delle presenze e delle reti in nazionale ― Grecia | Cronologia completa delle presenze e delle reti in nazionale ― Grecia | Cronologia completa delle presenze e delle reti in nazionale ― Grecia | Cronologia completa delle presenze e delle reti in nazionale ― Grecia | Cronologia completa delle presenze e delle reti in nazionale ― Grecia | Cronologia completa delle presenze e delle reti in nazionale ― Grecia | Cronologia completa delle presenze e delle reti in nazionale ― Grecia | Cronologia completa delle presenze e delle reti in nazionale ― Grecia |
| Data                                                                  | Città                                                                 | In casa                                                               | Risultato                                                             | Ospiti                                                                | Competizione                                                          | Reti                                                                  | Note                                                                  |
| --------------------------------------------------------------------- | --------------------------------------------------------------------- | --------------------------------------------------------------------- | --------------------------------------------------------------------- | --------------------------------------------------------------------- | --------------------------------------------------------------------- | --------------------------------------------------------------------- | --------------------------------------------------------------------- |
| 20-8-2003                                                             | Norrköping                                                            | Svezia                                                                | 1 – 2                                                                 | Grecia                                                                | Amichevole                                                            | -                                                                     |                                                                       |
| 15-11-2003                                                            | Aveiro                                                                | Portogallo                                                            | 1 – 1                                                                 | Grecia                                                                | Amichevole                                                            | -                                                                     |                                                                       |
| 18-2-2004                                                             | Atene                                                                 | Grecia                                                                | 2 – 0                                                                 | Bulgaria                                                              | Amichevole                                                            | -                                                                     |                                                                       |
| 31-3-2004                                                             | Candia                                                                | Grecia                                                                | 1 – 0                                                                 | Svizzera                                                              | Amichevole                                                            | -                                                                     |                                                                       |
| 29-5-2004                                                             | Stettino                                                              | Polonia                                                               | 1 – 0                                                                 | Grecia                                                                | Amichevole                                                            | -                                                                     |                                                                       |
| 3-6-2004                                                              | Vaduz                                                                 | Liechtenstein                                                         | 0 – 2                                                                 | Grecia                                                                | Amichevole                                                            | -                                                                     |                                                                       |
| 12-6-2004                                                             | Porto                                                                 | Portogallo                                                            | 1 – 2                                                                 | Grecia                                                                | Euro 2004 - 1º turno                                                  | -                                                                     |                                                                       |
| 16-6-2004                                                             | Porto                                                                 | Grecia                                                                | 1 – 1                                                                 | Spagna                                                                | Euro 2004 - 1º turno                                                  | -                                                                     |                                                                       |
| 20-6-2004                                                             | Faro                                                                  | Russia                                                                | 2 – 1                                                                 | Grecia                                                                | Euro 2004 - 1º turno                                                  | -                                                                     |                                                                       |
| 25-6-2004                                                             | Lisbona                                                               | Grecia                                                                | 1 – 0                                                                 | Francia                                                               | Euro 2004 - Quarti di finale                                          | -                                                                     |                                                                       |
| 1-7-2004                                                              | Porto                                                                 | Rep. Ceca                                                             | 0 – 1 dts                                                             | Grecia                                                                | Euro 2004 - Semifinale                                                | -                                                                     |                                                                       |
| 4-7-2004                                                              | Lisbona                                                               | Grecia                                                                | 1 – 0                                                                 | Portogallo                                                            | Euro 2004 - Finale                                                    | -                                                                     |                                                                       |
| 18-8-2004                                                             | Praga                                                                 | Rep. Ceca                                                             | 0 – 0                                                                 | Grecia                                                                | Amichevole                                                            | -                                                                     |                                                                       |
| 4-9-2004                                                              | Tirana                                                                | Albania                                                               | 2 – 1                                                                 | Grecia                                                                | Qual. Mondiali 2006                                                   | -                                                                     |                                                                       |
| 8-9-2004                                                              | Il Pireo                                                              | Grecia                                                                | 0 – 0                                                                 | Turchia                                                               | Qual. Mondiali 2006                                                   | -                                                                     |                                                                       |
| 9-10-2004                                                             | Kiev                                                                  | Ucraina                                                               | 1 – 1                                                                 | Grecia                                                                | Qual. Mondiali 2006                                                   | -                                                                     |                                                                       |
| 17-11-2004                                                            | Calcide                                                               | Grecia                                                                | 3 – 1                                                                 | Kazakistan                                                            | Qual. Mondiali 2006                                                   | 1                                                                     |                                                                       |
| 9-2-2005                                                              | Salonicco                                                             | Grecia                                                                | 2 – 1                                                                 | Danimarca                                                             | Qual. Mondiali 2006                                                   | -                                                                     |                                                                       |
| 26-3-2005                                                             | Tbilisi                                                               | Georgia                                                               | 1 – 3                                                                 | Grecia                                                                | Qual. Mondiali 2006                                                   | -                                                                     |                                                                       |
| 30-3-2005                                                             | Atene                                                                 | Grecia                                                                | 2 – 0                                                                 | Albania                                                               | Qual. Mondiali 2006                                                   | -                                                                     |                                                                       |
| 4-6-2005                                                              | Istanbul                                                              | Turchia                                                               | 0 – 0                                                                 | Grecia                                                                | Qual. Mondiali 2006                                                   | -                                                                     |                                                                       |
| 16-6-2005                                                             | Lipsia                                                                | Brasile                                                               | 3 – 0                                                                 | Grecia                                                                | Conf. Cup 2005 - 1º turno                                             | -                                                                     |                                                                       |
| 19-6-2005                                                             | Francoforte sul Meno                                                  | Grecia                                                                | 0 – 1                                                                 | Giappone                                                              | Conf. Cup 2005 - 1º turno                                             | -                                                                     |                                                                       |
| 7-9-2005                                                              | Astana                                                                | Kazakistan                                                            | 1 – 2                                                                 | Grecia                                                                | Qual. Mondiali 2006                                                   | -                                                                     |                                                                       |
| 8-10-2005                                                             | Copenaghen                                                            | Danimarca                                                             | 1 – 0                                                                 | Grecia                                                                | Qual. Mondiali 2006                                                   | -                                                                     |                                                                       |
| 12-10-2005                                                            | Patrasso                                                              | Grecia                                                                | 1 – 0                                                                 | Georgia                                                               | Qual. Mondiali 2006                                                   | -                                                                     |                                                                       |
| 16-11-2005                                                            | Atene                                                                 | Grecia                                                                | 2 – 1                                                                 | Ungheria                                                              | Amichevole                                                            | -                                                                     |                                                                       |
| 28-2-2006                                                             | Il Pireo                                                              | Grecia                                                                | 1 – 0                                                                 | Bielorussia                                                           | Amichevole                                                            | -                                                                     |                                                                       |
| 25-5-2006                                                             | Melbourne                                                             | Australia                                                             | 1 – 0                                                                 | Grecia                                                                | Amichevole                                                            | -                                                                     |                                                                       |
| 16-8-2006                                                             | Birmingham                                                            | Inghilterra                                                           | 4 – 0                                                                 | Grecia                                                                | Amichevole                                                            | -                                                                     |                                                                       |
| 2-9-2006                                                              | Chișinău                                                              | Moldavia                                                              | 0 – 1                                                                 | Grecia                                                                | Qual. Euro 2008                                                       | -                                                                     |                                                                       |
| 7-10-2006                                                             | Atene                                                                 | Grecia                                                                | 1 – 0                                                                 | Norvegia                                                              | Qual. Euro 2008                                                       | 1                                                                     |                                                                       |
| 11-10-2006                                                            | Zenica                                                                | Bosnia ed Erzegovina                                                  | 0 – 4                                                                 | Grecia                                                                | Qual. Euro 2008                                                       | -                                                                     |                                                                       |
| 15-11-2006                                                            | Saint-Denis                                                           | Francia                                                               | 1 – 0                                                                 | Grecia                                                                | Amichevole                                                            | -                                                                     |                                                                       |
| 6-2-2007                                                              | Incheon                                                               | Corea del Sud                                                         | 1 – 0                                                                 | Grecia                                                                | Amichevole                                                            | -                                                                     |                                                                       |
| 24-3-2007                                                             | Atene                                                                 | Grecia                                                                | 1 – 4                                                                 | Turchia                                                               | Qual. Euro 2008                                                       | -                                                                     |                                                                       |
| 28-3-2007                                                             | Ta' Qali                                                              | Malta                                                                 | 0 – 1                                                                 | Grecia                                                                | Qual. Euro 2008                                                       | -                                                                     |                                                                       |
| 2-6-2007                                                              | Salonicco                                                             | Grecia                                                                | 2 – 0                                                                 | Ungheria                                                              | Qual. Euro 2008                                                       | -                                                                     |                                                                       |
| 6-6-2007                                                              | Candia                                                                | Grecia                                                                | 2 – 1                                                                 | Moldavia                                                              | Qual. Euro 2008                                                       | -                                                                     |                                                                       |
| 22-8-2007                                                             | Atene                                                                 | Grecia                                                                | 2 – 3                                                                 | Spagna                                                                | Amichevole                                                            | 1                                                                     |                                                                       |
| 12-9-2007                                                             | Oslo                                                                  | Norvegia                                                              | 2 – 2                                                                 | Grecia                                                                | Qual. Euro 2008                                                       | -                                                                     |                                                                       |
| 13-10-2007                                                            | Atene                                                                 | Grecia                                                                | 3 – 2                                                                 | Bosnia ed Erzegovina                                                  | Qual. Euro 2008                                                       | -                                                                     |                                                                       |
| 17-11-2007                                                            | Larissa                                                               | Grecia                                                                | 5 – 0                                                                 | Malta                                                                 | Qual. Euro 2008                                                       | -                                                                     |                                                                       |
| 21-11-2007                                                            | Budapest                                                              | Ungheria                                                              | 1 – 2                                                                 | Grecia                                                                | Qual. Euro 2008                                                       | -                                                                     |                                                                       |
| 6-2-2008                                                              | Helsinki                                                              | Finlandia                                                             | 1 – 2                                                                 | Grecia                                                                | Amichevole                                                            | 1                                                                     |                                                                       |
| 26-3-2008                                                             | Gelsenkirchen                                                         | Germania                                                              | 2 – 1                                                                 | Grecia                                                                | Amichevole                                                            | -                                                                     |                                                                       |
| 19-5-2008                                                             | Patrasso                                                              | Grecia                                                                | 2 – 0                                                                 | Cipro                                                                 | Amichevole                                                            | 1                                                                     |                                                                       |
| 24-5-2008                                                             | Budapest                                                              | Ungheria                                                              | 3 – 2                                                                 | Grecia                                                                | Amichevole                                                            | -                                                                     |                                                                       |
| 1-6-2008                                                              | Offenbach am Main                                                     | Grecia                                                                | 0 – 0                                                                 | Armenia                                                               | Amichevole                                                            | -                                                                     |                                                                       |
| 10-6-2008                                                             | Salisburgo                                                            | Svezia                                                                | 2 – 0                                                                 | Grecia                                                                | Euro 2008 - 1º turno                                                  | -                                                                     |                                                                       |
| 14-6-2008                                                             | Salisburgo                                                            | Grecia                                                                | 0 – 1                                                                 | Russia                                                                | Euro 2008 - 1º turno                                                  | -                                                                     |                                                                       |
| 18-6-2008                                                             | Salisburgo                                                            | Grecia                                                                | 1 – 2                                                                 | Spagna                                                                | Euro 2008 - 1º turno                                                  | -                                                                     |                                                                       |
| 20-8-2008                                                             | Bratislava                                                            | Slovenia                                                              | 0 – 2                                                                 | Grecia                                                                | Amichevole                                                            | -                                                                     |                                                                       |
| 6-9-2008                                                              | Lussemburgo                                                           | Lussemburgo                                                           | 0 – 3                                                                 | Grecia                                                                | Qual. Mondiali 2010                                                   | -                                                                     |                                                                       |
| 10-9-2008                                                             | Riga                                                                  | Lettonia                                                              | 0 – 2                                                                 | Grecia                                                                | Qual. Mondiali 2010                                                   | -                                                                     |                                                                       |
| 11-10-2008                                                            | Il Pireo                                                              | Grecia                                                                | 3 – 0                                                                 | Moldavia                                                              | Qual. Mondiali 2010                                                   | 1                                                                     |                                                                       |
| 15-10-2008                                                            | Candia                                                                | Grecia                                                                | 1 – 2                                                                 | Svizzera                                                              | Qual. Mondiali 2010                                                   | -                                                                     |                                                                       |
| 9-11-2008                                                             | Atene                                                                 | Grecia                                                                | 1 – 1                                                                 | Italia                                                                | Amichevole                                                            | -                                                                     |                                                                       |
| 11-2-2009                                                             | Patrasso                                                              | Grecia                                                                | 1 – 1                                                                 | Danimarca                                                             | Amichevole                                                            | -                                                                     |                                                                       |
| 1-4-2009                                                              | Salonicco                                                             | Grecia                                                                | 2 – 1                                                                 | Israele                                                               | Qual. Mondiali 2010                                                   | -                                                                     |                                                                       |
| 12-8-2009                                                             | Bydgoszcz                                                             | Polonia                                                               | 2 – 0                                                                 | Grecia                                                                | Amichevole                                                            | -                                                                     |                                                                       |
| 5-9-2009                                                              | Zurigo                                                                | Svizzera                                                              | 2 – 0                                                                 | Grecia                                                                | Qual. Mondiali 2010                                                   | -                                                                     | cap.                                                                  |
| 9-9-2009                                                              | Chișinău                                                              | Moldavia                                                              | 1 – 1                                                                 | Grecia                                                                | Qual. Mondiali 2010                                                   | -                                                                     | cap.                                                                  |
| 10-10-2009                                                            | Atene                                                                 | Grecia                                                                | 5 – 2                                                                 | Lettonia                                                              | Qual. Mondiali 2010                                                   | -                                                                     |                                                                       |
| 14-11-2009                                                            | Salonicco                                                             | Grecia                                                                | 0 – 0                                                                 | Ucraina                                                               | Qual. Mondiali 2010                                                   | -                                                                     |                                                                       |
| 18-11-2009                                                            | Donec'k                                                               | Ucraina                                                               | 0 – 1                                                                 | Grecia                                                                | Qual. Mondiali 2010                                                   | -                                                                     |                                                                       |
| 3-3-2010                                                              | Liverpool                                                             | Senegal                                                               | 2 – 0                                                                 | Grecia                                                                | Amichevole                                                            | -                                                                     |                                                                       |
| 25-5-2010                                                             | Altach                                                                | Corea del Sud                                                         | 2 – 2                                                                 | Grecia                                                                | Amichevole                                                            | 1                                                                     |                                                                       |
| 2-6-2010                                                              | Winterthur                                                            | Paraguay                                                              | 2 – 0                                                                 | Grecia                                                                | Amichevole                                                            | -                                                                     | cap.                                                                  |
| 12-6-2010                                                             | Port Elizabeth                                                        | Grecia                                                                | 0 – 2                                                                 | Corea del Sud                                                         | Mondiali 2010 - 1º turno                                              | -                                                                     |                                                                       |
| 17-6-2010                                                             | Bloemfontein                                                          | Nigeria                                                               | 1 – 2                                                                 | Grecia                                                                | Mondiali 2010 - 1º turno                                              | -                                                                     |                                                                       |
| 22-6-2010                                                             | Polokwane                                                             | Argentina                                                             | 2 – 0                                                                 | Grecia                                                                | Mondiali 2010 - 1º turno                                              | -                                                                     |                                                                       |
| 11-8-2010                                                             | Belgrado                                                              | Serbia                                                                | 0 – 1                                                                 | Grecia                                                                | Amichevole                                                            | -                                                                     |                                                                       |
| 3-9-2010                                                              | Il Pireo                                                              | Grecia                                                                | 1 – 1                                                                 | Georgia                                                               | Qual. Euro 2012                                                       | -                                                                     |                                                                       |
| 7-9-2010                                                              | Zagabria                                                              | Croazia                                                               | 0 – 0                                                                 | Grecia                                                                | Qual. Euro 2012                                                       | -                                                                     |                                                                       |
| 8-10-2010                                                             | Atene                                                                 | Grecia                                                                | 1 – 0                                                                 | Lettonia                                                              | Qual. Euro 2012                                                       | -                                                                     |                                                                       |
| 12-10-2010                                                            | Salonicco                                                             | Grecia                                                                | 2 – 1                                                                 | Israele                                                               | Qual. Euro 2012                                                       | -                                                                     |                                                                       |
| 17-11-2010                                                            | Vienna                                                                | Austria                                                               | 1 – 2                                                                 | Grecia                                                                | Amichevole                                                            | -                                                                     |                                                                       |
| 9-2-2011                                                              | Larissa                                                               | Grecia                                                                | 1 – 0                                                                 | Stati Uniti                                                           | Amichevole                                                            | -                                                                     |                                                                       |
| 26-3-2011                                                             | Ta' Qali                                                              | Malta                                                                 | 0 – 1                                                                 | Grecia                                                                | Qual. Euro 2012                                                       | -                                                                     |                                                                       |
| 29-3-2011                                                             | Candia                                                                | Grecia                                                                | 0 – 0                                                                 | Polonia                                                               | Amichevole                                                            | -                                                                     |                                                                       |
| 4-6-2011                                                              | Il Pireo                                                              | Grecia                                                                | 3 – 1                                                                 | Malta                                                                 | Qual. Euro 2012                                                       | -                                                                     |                                                                       |
| 7-6-2011                                                              | New York                                                              | Ecuador                                                               | 1 – 1                                                                 | Grecia                                                                | Amichevole                                                            | -                                                                     |                                                                       |
| 10-8-2011                                                             | Sarajevo                                                              | Bosnia ed Erzegovina                                                  | 0 – 0                                                                 | Grecia                                                                | Amichevole                                                            | -                                                                     |                                                                       |
| 2-9-2011                                                              | Haifa                                                                 | Israele                                                               | 0 – 1                                                                 | Grecia                                                                | Qual. Euro 2012                                                       | -                                                                     |                                                                       |
| 7-10-2011                                                             | Calcide                                                               | Grecia                                                                | 2 – 0                                                                 | Croazia                                                               | Qual. Euro 2012                                                       | -                                                                     |                                                                       |
| 11-10-2011                                                            | Tbilisi                                                               | Georgia                                                               | 1 – 2                                                                 | Grecia                                                                | Qual. Euro 2012                                                       | -                                                                     |                                                                       |
| 11-11-2011                                                            | Atene                                                                 | Grecia                                                                | 1 – 1                                                                 | Russia                                                                | Amichevole                                                            | 1                                                                     |                                                                       |
| 29-2-2012                                                             | Salonicco                                                             | Grecia                                                                | 1 – 1                                                                 | Belgio                                                                | Amichevole                                                            | -                                                                     | cap.                                                                  |
| 26-5-2012                                                             | Kufstein                                                              | Slovenia                                                              | 1 – 1                                                                 | Grecia                                                                | Amichevole                                                            | -                                                                     |                                                                       |
| 31-5-2012                                                             | Monaco di Baviera                                                     | Grecia                                                                | 1 – 0                                                                 | Inghilterra                                                           | Amichevole                                                            | -                                                                     |                                                                       |
| 8-6-2012                                                              | Varsavia                                                              | Polonia                                                               | 1 – 1                                                                 | Grecia                                                                | Euro 2012 - 1º turno                                                  | -                                                                     |                                                                       |
| 12-6-2012                                                             | Cracovia                                                              | Grecia                                                                | 1 – 2                                                                 | Rep. Ceca                                                             | Euro 2012 - 1º turno                                                  | -                                                                     |                                                                       |
| 16-6-2012                                                             | Łódź                                                                  | Grecia                                                                | 1 – 0                                                                 | Russia                                                                | Euro 2012 - 1º turno                                                  | -                                                                     |                                                                       |
| 22-6-2012                                                             | Danzica                                                               | Germania                                                              | 4 – 2                                                                 | Grecia                                                                | Euro 2012 - Quarti di finale                                          | -                                                                     | cap.                                                                  |
| 15-8-2012                                                             | Oslo                                                                  | Norvegia                                                              | 2 – 3                                                                 | Grecia                                                                | Amichevole                                                            | -                                                                     | cap.                                                                  |
| 7-9-2012                                                              | Riga                                                                  | Lettonia                                                              | 1 – 2                                                                 | Grecia                                                                | Qual. Mondiali 2014                                                   | -                                                                     | cap.                                                                  |
| 11-9-2012                                                             | Il Pireo                                                              | Grecia                                                                | 2 – 0                                                                 | Lituania                                                              | Qual. Mondiali 2014                                                   | -                                                                     | cap.                                                                  |
| 12-10-2012                                                            | Atene                                                                 | Grecia                                                                | 0 – 0                                                                 | Bosnia ed Erzegovina                                                  | Qual. Mondiali 2014                                                   | -                                                                     | cap.                                                                  |
| 16-10-2012                                                            | Bratislava                                                            | Slovenia                                                              | 0 – 2                                                                 | Grecia                                                                | Qual. Mondiali 2014                                                   | -                                                                     | cap.                                                                  |
| 6-2-2013                                                              | Candia                                                                | Grecia                                                                | 0 – 0                                                                 | Svizzera                                                              | Amichevole                                                            | -                                                                     |                                                                       |
| 22-3-2013                                                             | Zenica                                                                | Bosnia ed Erzegovina                                                  | 3 – 1                                                                 | Grecia                                                                | Qual. Mondiali 2014                                                   | -                                                                     |                                                                       |
| 7-6-2013                                                              | Vilnius                                                               | Lituania                                                              | 0 – 1                                                                 | Grecia                                                                | Qual. Mondiali 2014                                                   | -                                                                     |                                                                       |
| 14-8-2013                                                             | Salisburgo                                                            | Austria                                                               | 0 – 2                                                                 | Grecia                                                                | Amichevole                                                            | -                                                                     | cap.                                                                  |
| 6-9-2013                                                              | Vaduz                                                                 | Liechtenstein                                                         | 0 – 1                                                                 | Grecia                                                                | Qual. Mondiali 2014                                                   | -                                                                     | cap.                                                                  |
| 10-9-2013                                                             | Patrasso                                                              | Grecia                                                                | 1 – 0                                                                 | Lettonia                                                              | Qual. Mondiali 2014                                                   | -                                                                     | cap.                                                                  |
| 15-10-2013                                                            | Calcide                                                               | Grecia                                                                | 2 – 0                                                                 | Liechtenstein                                                         | Qual. Mondiali 2014                                                   | -                                                                     |                                                                       |
| 15-11-2013                                                            | Larissa                                                               | Grecia                                                                | 3 – 1                                                                 | Romania                                                               | Qual. Mondiali 2014                                                   | -                                                                     | cap.                                                                  |
| 5-3-2014                                                              | Salonicco                                                             | Grecia                                                                | 0 – 2                                                                 | Camerun                                                               | Amichevole                                                            | -                                                                     | cap.                                                                  |
| 31-5-2014                                                             | Aveiro                                                                | Portogallo                                                            | 0 – 0                                                                 | Grecia                                                                | Amichevole                                                            | -                                                                     | cap.                                                                  |
| 6-6-2014                                                              | La Paz                                                                | Bolivia                                                               | 1 – 2                                                                 | Grecia                                                                | Amichevole                                                            | 1                                                                     | cap.                                                                  |
| 14-6-2014                                                             | Belo Horizonte                                                        | Colombia                                                              | 3 – 0                                                                 | Grecia                                                                | Mondiali 2014 - 1º turno                                              | -                                                                     | cap.                                                                  |
| 19-6-2014                                                             | Natal                                                                 | Grecia                                                                | 0 – 0                                                                 | Giappone                                                              | Mondiali 2014 - 1º turno                                              | -                                                                     | cap.                                                                  |
| 29-6-2014                                                             | Recife                                                                | Costa Rica                                                            | 1 – 1 dts (5 - 3 dtr)                                                 | Grecia                                                                | Mondiali 2014 - Ottavi di finale                                      | -                                                                     |                                                                       |
| 29-3-2015                                                             | Budapest                                                              | Ungheria                                                              | 0 – 0                                                                 | Grecia                                                                | Qual. Euro 2016                                                       | -                                                                     |                                                                       |
| 16-6-2015                                                             | Danzica                                                               | Polonia                                                               | 0 – 0                                                                 | Grecia                                                                | Amichevole                                                            | -                                                                     | cap.                                                                  |
| Totale                                                                |                                                                       | Presenze (3º posto)                                                   | 116                                                                   |                                                                       | Reti                                                                  | 10                                                                    |                                                                       |

## Palmarès

### Club
- Coppa di Lega portoghese: 1

Benfica: 2008-2009
- Campionato greco: 1

Panathinaikos: 2009-2010
- Coppa di Grecia: 1

Panathinaikos: 2009-2010

### Nazionale
- Campionato d'Europa: 1

2004

### Individuale
- Calciatore greco dell'anno: 1

2005